# ゲイリー・パウエル
ゲイリー・パウエル（Gary Powell,1969年11月11日‐）は「ダーティ・プリティ・シングス」のドラマー、ザ・リバティーンズで2004年の解散までドラマーを務めていた。両バンドにおいてメンバーでは唯一のアフリカ系。
2001年にザ・リバティーンズに加入した。
熱狂的ファンにより「ダーティ・プリティ・シングス」のライブ中、『ゲイリー、ゲイリー、ゲイリー』の合唱にあって、しばしば中断される。

## その他
パウエルの姉、ホープ・パウエルは、イングランド出身の女性のサッカー・チーム初の
『A』ライセンスコーチで、2003年に、UEFAプロでLicenceを達成した初の女性となっている。